# コーリー・ブラウン
コーリー・アレン・ブラウン（Corey Allen Brown, 1985年11月26日 - ）は、アメリカ合衆国・フロリダ州タンパ出身のプロ野球選手（外野手）。左投左打。現在はFA。

## 経歴

### アスレチックス傘下時代
2007年、MLBドラフト1巡目（全体59位）でオークランド・アスレチックスから指名され、6月19日に契約。A-級バンクーバー・カナディアンズで59試合に出場し、11本塁打48打点5盗塁、打率.268だった。
2008年はA級ケーンカウンティ・クーガーズで85試合に出場し、14本塁打49打点12盗塁、打率.270だった。7月9日にA+級ストックトン・ポーツへ昇格。49試合に出場し、16本塁打34打点4盗塁、打率.260だった。
2009年はAA級ミッドランド・ロックハウンズで66試合に出場し、9本塁打43打点5盗塁、打率.268だった。
2010年はAA級ミッドランドとAAA級サクラメント・リバーキャッツでプレー。AAA級では41試合に出場し、5本塁打20打点3盗塁、打率.193だった。オフの11月19日にアスレチックスとメジャー契約を結び、40人枠入りした。

### ナショナルズ時代
2010年12月16日にジョシュ・ウィリンガムとのトレードで、ヘンリー・ロドリゲスと共にワシントン・ナショナルズへ移籍した。
2011年3月2日にナショナルズと1年契約に合意。3月17日にAAA級シラキュース・チーフスへ異動し、開幕をAAA級で迎えた。AAA級では124試合に出場し、14本塁打39打点4盗塁、打率.235だった。9月6日にメジャーへ昇格し、同日のロサンゼルス・ドジャース戦でメジャーデビュー。4点ビハインドの9回裏2死で代打として出場したが、左飛に終わった。9月13日に右足の故障で離脱し、そのままシーズンを終えた。この年は3試合に出場したが、3打数無安打2三振に終わった。オフの11月16日に40人枠を外れ、AAA級シラキュースへ降格した。12月20日にナショナルズとマイナー契約で再契約した。
2012年はAAA級シラキュースで開幕を迎え、5月28日にチャド・トレーシーが故障者リスト入りしたため、ナショナルズと再びメジャー契約を結んだ。5月29日のマイアミ・マーリンズ戦では、5回表の第二打席でメジャー初打点となるスクイズを決めた。3試合に出場したが、3打数無安打1打点2三振に終わり、6月1日にマイケル・モースが故障者リストから復帰したため、AAA級へ降格した。7月23日にイアン・デズモンドが故障者リスト入りしたため、メジャーへ昇格。7月28日のミルウォーキー・ブルワーズ戦では、4回表の第二打席にランディ・ウルフからメジャー初安打となる本塁打を放った。6試合に出場していたが、7月31日にトレーシーが故障者リストから復帰したため、AAA級へ降格。9月4日にメジャーへ再昇格。この年は19試合に出場し、1本塁打3打点、打率.200だった。
2013年3月6日にナショナルズと1年契約に合意。3月18日にAAA級シラキュースへ異動し、開幕をAAA級で迎えた。AAA級では107試合に出場し、19本塁打56打点12盗塁、打率.254だった。9月3日にメジャーへ昇格。この年は14試合に出場し、1本塁打1打点1盗塁、打率.167だった。オフの12月12日にDFAとなった。12月19日に金銭トレードで古巣のアスレチックスへ移籍。
2014年1月22日にDFAとなり、1月29日にAAA級サクラメント・リバーキャッツへ降格。1月31日にFAとなった。

### レッドソックス時代
2014年2月1日にボストン・レッドソックスとマイナー契約を結んだ。AAA級ポータケット・レッドソックスで開幕を迎え、83試合に出場。16本塁打39打点6盗塁、打率.226だった。8月5日にレッドソックスとメジャー契約を結んだ。代打や代走として3試合に出場したが、8月18日にDFAとなり、8月19日にAAA級ポータケットへ降格した。結局この年は3試合の出場にとどまった。オフの10月30日にFAとなった。

### レイズ傘下時代
2014年12月12日にタンパベイ・レイズとマイナー契約を結んだ。
2015年11月6日にFAとなった。

### ドジャース傘下時代
2016年1月にロサンゼルス・ドジャースと1年のマイナー契約を結んだ。招待選手としてスプリングトレーニングに参加し、その後AAA級オクラホマシティ・ドジャースに配属された。オクラホマシティでは、116試合で打率.249で23本塁打と70打点を記録した。

### ティファナ時代
2017年1月24日にメキシカンリーグのティファナ・ブルズと契約を結んだ。7月31日に放出された。

### キンタナロー時代
2018年8月3日にメキシカンリーグのキンタナロー・タイガースと契約を結んだ。シーズン後、FAとなった。

## 詳細情報

### 年度別打撃成績
| 年 度    | 球 団    | 試 合 | 打 席 | 打 数 | 得 点 | 安 打 | 二 塁 打 | 三 塁 打 | 本 塁 打 | 塁 打 | 打 点 | 盗 塁 | 盗 塁 死 | 犠 打 | 犠 飛 | 四 球 | 敬 遠 | 死 球 | 三 振 | 併 殺 打 | 打 率 | 出 塁 率 | 長 打 率 | O P S |
| -------- | -------- | ----- | ----- | ----- | ----- | ----- | -------- | -------- | -------- | ----- | ----- | ----- | -------- | ----- | ----- | ----- | ----- | ----- | ----- | -------- | ----- | -------- | -------- | ----- |
| 2011     | WSH      | 3     | 3     | 3     | 0     | 0     | 0        | 0        | 0        | 0     | 0     | 0     | 0        | 0     | 0     | 0     | 0     | 0     | 2     | 0        | .000  | .000     | .000     | .000  |
| 2012     | WSH      | 19    | 27    | 25    | 4     | 5     | 2        | 0        | 1        | 10    | 3     | 0     | 0        | 1     | 0     | 1     | 0     | 0     | 9     | 0        | .200  | .231     | .400     | .631  |
| 2013     | WSH      | 14    | 15    | 12    | 2     | 2     | 1        | 0        | 1        | 6     | 1     | 1     | 0        | 0     | 0     | 3     | 0     | 0     | 4     | 1        | .167  | .333     | .500     | .833  |
| 2014     | BOS      | 3     | 1     | 1     | 0     | 0     | 0        | 0        | 0        | 0     | 0     | 0     | 0        | 0     | 0     | 0     | 0     | 0     | 1     | 0        | .000  | .000     | .000     | .000  |
| MLB：4年 | MLB：4年 | 39    | 46    | 41    | 6     | 7     | 3        | 0        | 2        | 16    | 4     | 1     | 0        | 1     | 0     | 4     | 0     | 0     | 16    | 1        | .171  | .244     | .390     | .635  |

- 2017年度シーズン終了時

### 背番号
- 10 (2011年 - 2013年)
- 39 (2014年)